# Damien Pommereau
Damien Pommereau (Villepinte, 12 mei 1978) is een voormalig Frans wielrenner die in het verleden twee seizoenen uitkwam voor Cofidis.
Van 2006-2011 was Pommereau algemeen manager van de vrouwelijke wielerploeg Vienne Futuroscope.

## Overwinningen
1998
Wereldbekerwedstrijd Cali, Ploegenachtervolging (met Fabien Merciris, Jérôme Neuville en Andy Flickinger)
1999
Europees kampioen Ploegkoers, Beloften
Wereldbekerwedstrijd Mexico-Stad, Ploegenachtervolging (met Cyril Bos, Philippe Ermenault en Francis Moreau)